# Tanulj, tinó!
A Tanulj, tinó! (eredeti cím: With Honors) 1994-ben bemutatott amerikai vígjáték-dráma Alek Keshishian rendezésében, Joe Pesci és Brendan Fraser főszereplésével.

## Cselekmény
Monty Kessler a híres Harvard Egyetem végzős joghallgatója, aki saját tehetsége folytán került az egyetemre és nem ismeretség vagy családi befolyás által. Ahhoz, hogy cum laude diplomázhasson, már csak a szakdolgozata hiányzik. A szakdolgozat írása közben azonban elromlik a számítógépe és elvesznek az adatok. Szerencsére van egy kinyomtatott példánya, így azzal elindul az egyetem könyvtárába fénymásoltatni. Útközben azonban elejti a dolgozatot, ami a csatornába esik. Monty lemászik, hogy megkeresse a papírokat, meg is találja őket a csatornában élő hajléktalan Simonnál, aki azonban csak ételért cserébe, laponként hajlandó neki visszaadni azt. A találkozás megváltoztatja Monty életét, és végül a szakdolgozatát is.

## Szereplők
| Szerep                     | Színész         | Magyar hang         |
| -------------------------- | --------------- | ------------------- |
| Simon Wilder               | Joe Pesci       | Reviczky Gábor      |
| Montgomery `Monty` Kessler | Brendan Fraser  | Zalán János         |
| Courtney Blumenthal        | Moira Kelly     | Bíró Kriszta        |
| Everett Calloway           | Patrick Dempsey | Görög László        |
| Jeffrey Hawks              | Josh Hamilton   | Barabás Kiss Zoltán |